# Acer wagneri
Acer wagneri é uma espécie de árvore do gênero Acer, pertencente à família Aceraceae.